# Leichtathletik-Weltmeisterschaften 2023/Teilnehmer (Athlete Refugee Team)
| Goldmedaillen | Silbermedaillen | Bronzemedaillen |
| ------------- | --------------- | --------------- |
| —             | —               | —               |

Für das Athlete Refugee Team (Flüchtlingsteam) wurden bei den Leichtathletik-Weltmeisterschaften 2023 in Budapest fünf Sportlerinnen und Sportler zugelassen.

## Ergebnisse

### Männer

#### Laufdisziplinen
| Athlet         | Disziplin        | Vorlauf     | Vorlauf | Halbfinale | Halbfinale | Finale    | Finale |
| Athlet         | Disziplin        | Zeit        | Platz   | Zeit       | Platz      | Zeit      | Platz  |
| -------------- | ---------------- | ----------- | ------- | ---------- | ---------- | --------- | ------ |
| Fouad Idbafdil | 3000 m Hindernis | 8:39,21 min | 34      | DNQ        | DNQ        | –         | –      |
| Omar Hassan    | Marathon         | –           | –       | –          | –          | 2:17:26 h | 41     |

#### Sprung/Wurf
| Athlet                  | Disziplin  | Qualifikation | Qualifikation | Finale     | Finale |
| Athlet                  | Disziplin  | Weite/Höhe    | Platz         | Weite/Höhe | Platz  |
| ----------------------- | ---------- | ------------- | ------------- | ---------- | ------ |
| Mohammad Amin al-Salami | Weitsprung | 7,46 m        | 33            | DNQ        | DNQ    |

### Frauen

#### Laufdisziplinen
| Athletin             | Disziplin | Vorlauf      | Vorlauf | Halbfinale | Halbfinale | Finale | Finale |
| Athletin             | Disziplin | Zeit         | Platz   | Zeit       | Platz      | Zeit   | Platz  |
| -------------------- | --------- | ------------ | ------- | ---------- | ---------- | ------ | ------ |
| Perina Lokure Nakang | 800 m     | 2:15,84 min  | 56      | DNQ        | DNQ        | –      | –      |
| Anjelina Lohalith    | 5000 m    | 15:35,25 min | 32      | DNQ        | DNQ        | –      | –      |